# Barevný závoj (film, 2006)
Barevný závoj (v originále The Painted Veil) je známý americký film z roku 2006. Jde o adaptaci stejnojmenného románu slavného britského spisovatele W. S. Maughama, hlavní postavy hrají Naomi Watts a Edward Norton. Děj filmu se odehrává v čínském prostředí, kde také byla natočena většina záběrů.

## Obsazení
- Edward Norton jako Walter Fane
- Naomi Watts jako Kitty Garstin Fane
- Toby Jones jako Waddington
- Diana Rigg jako Matka představená
- Anthony Wong Chau Sang jako Colonel Yu
- Liev Schreiber jako Charles Townsend
- Juliet Howland jako Dorothy Townsend
- Alan David jako Mr. Garstin
- Maggie Steed jako Mrs. Garstin
- Lucy Voller jako Doris Garstin
- Marie-Laure Descoureaux jako sestra Joseph
- Zoe Telford jako Leona
- Lü Yan jako Wan Xi
- Xia Yu jako Wu Lien
- Feng Li jako Song Qing
- Cheng Sihan jako válečník Kwei
- Catherine An jako hostess
- Ian Rennick jako Geoffrey Denison
- Henry Sylow jako Walter Jr.

## Přijetí

### Tržby
Film vydělal 8 milionů dolarů v Severní Americe a 18,5 milionů dolarů v ostatních oblastech, celkově tak vydělal přes 26 milionů dolarů po celém světě. Rozpočet filmu činil 19 milionů dolarů. V Severní Americe byl uveden limitovaně 20. prosince 2006, poté byl uveden do více kin v lednu 2017. Za první promítací víkend vydělal film ze čtyř kin 51 086 dolarů.

### Recenze
Film získal pozitivní recenze od kritiků. Na recenzní stránce Rotten Tomatoes získal ze 143 započtených recenzí 74 procent. Na serveru Metacritic snímek získal z 33 recenzí 69 bodů ze sta. Na Česko-Slovenské filmové databázi si snímek drží 77 procent.

## Ocenění
Film získal řadu ocenění. Vyniká zejména hudba Alexandera Desplata (Zlatý glóbus a Cena losangeleských filmových kritiků), scénář (Ron Nyswaner získal 2006 NBR Award za nejlepší filmovou adaptaci, film byl nominován na Independent Spirit Award za scénář) a herecké výkony hlavních postav, zejména Edwarda Nortona (nominován na Independent Spirit Award za nejlepší mužskou hlavní roli).